# 東武啓志線
啓志線（けいしせん）は、グラントハイツ（現・光が丘）に建設された駐留アメリカ軍上級士官住宅居住者、関係者の人員輸送、物資輸送のため、上板橋駅 - グラントハイツ駅（旧・啓志駅）間を結ぶ東武鉄道が運営していた鉄道路線。
啓志線の名称は、グラントハイツ建設工事総責任者のヒュー・ボイド・ケイシー中尉の名前からきている。しかし近年『光が丘学』等を初めとする各同人誌において、ケイシー中尉ではなく、その父親である、進駐軍の工兵部門トップであったヒュー・ジョン・ケイシー少将の名前からではないかとの説が提唱されている。なおケイシー中尉自身が第584建設工兵大隊に所属し、家族住宅担当であったというのは事実である。
旅客列車廃止後も貨物輸送は続けられていたが、1959年（昭和34年）7月22日に廃止された。

## 路線データ
- 管轄：東武鉄道
- 区間（営業キロ）：上板橋 - グラントハイツ（旧・啓志） 6.3km
- 軌間：1067mm
- 駅数：3駅（起終点駅含む）
- 複線区間：なし（全線単線）
- 電化区間：なし（全線非電化）

## 運転
1943年（昭和18年）、上板橋 - 陸軍第一造兵廠構内（東京第一陸軍造兵廠練馬倉庫に所在。現在の陸上自衛隊練馬駐屯地）間が完成。終戦後、GHQにより啓志（成増陸軍飛行場跡。後のグラントハイツ）までの延伸と運行が命じられた。建設は国鉄新橋工事区が施工し、東武鉄道が運行を受託した。1947年（昭和22年）から1948年（昭和23年）にかけて、池袋駅から約30分間隔でグラントハイツ駅（旧・啓志駅）まで、ノンストップの駐留アメリカ軍専用列車を運転した。旅客列車の車両には、国鉄から10両のキハ41000形ガソリンカーを借り受け運転した。アメリカ軍の当初の方針は、ガソリンカーを東京駅まで直通運転させる計画であったが、諸般の事情により実現はしなかった。
貨物列車は、池袋駅 - 北池袋駅間の西山信号所（廃止）から東上本線に乗り入れ、グラントハイツまで向かった。
啓志線は、駐留アメリカ軍専用の鉄道であり、当初、東武鉄道はこの区間の鉄道免許を持っていなかった。廃止と同時に免許を申請、取得するが、実際にはその後の運行は行われなかった。
なお2017年頃より鉄道同人誌内において、当時の東武鉄道社内新聞記事を転載する形で、東上線上板橋駅から練馬倉庫までの開業年について1944年（昭和19年）4月とする説が提唱されている。

## 歴史

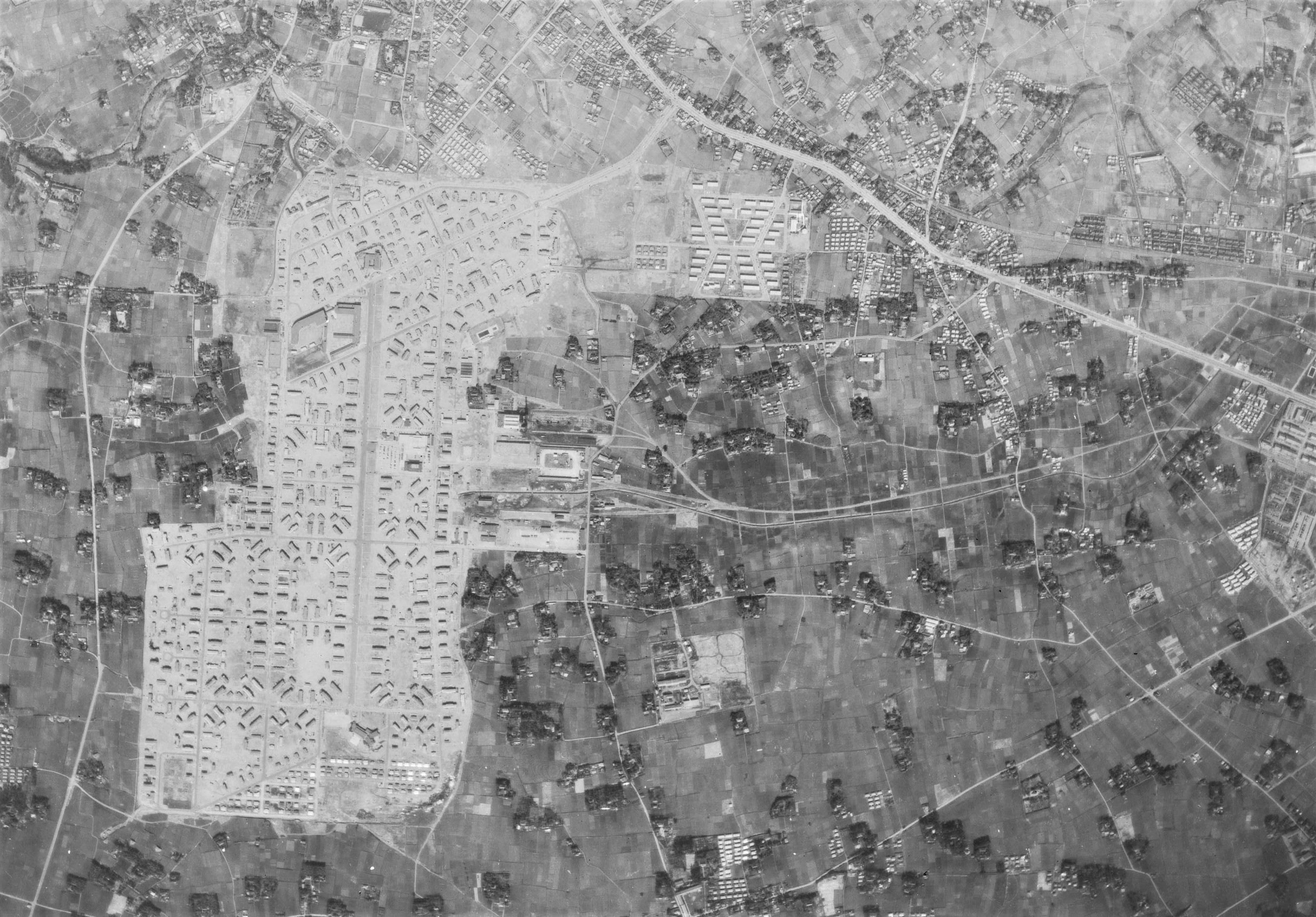
練馬倉庫から西側、グラントハイツ周辺までの航空写真。昭和31年撮影

- 1943年（昭和18年）：上板橋 - 陸軍第一造兵廠構内間が開業（当時は啓志線の名はついていない）
- 1946年（昭和21年）3月25日：啓志線が全線開通。陸軍第一造兵廠構内を練馬倉庫に改称
- 1947年（昭和22年）
  - 6月：啓志をグラントハイツに改称
  - 12月6日：啓志線の旅客営業開始
- 1948年（昭和23年）2月26日：啓志線の旅客営業廃止
- 1957年（昭和32年）8月1日：啓志線全線閉鎖
- 1959年（昭和34年）7月22日：啓志線廃止（練馬倉庫、グラントハイツ両駅も同日廃止）[1]
路線廃止と同時に東武鉄道が啓志線を買収。旅客営業線として活用する計画があったが、グラントハイツ跡地の利用方法が定まらず、昭和40年代以降線路は徐々に撤去されていった。
- 1962年（昭和37年）3月19日：関東財務局の要請で上坂橋・グラントハイツ間のレール撤去作業を行っていた陸上自衛隊第101建設隊が作業を完了し撤収[2]。

## 駅一覧
上板橋駅 - 練馬倉庫駅（旧・陸軍第一造兵廠構内） - グラントハイツ駅（旧啓志・ケーシー駅）
グラントハイツ駅は現在の光が丘秋の陽小学校（旧田柄第三小学校）の北側に設置され、連合軍輸送を指揮監督する現場機関として、RTO（Railway Transportation Office 鉄道運輸事務所）が置かれた。連合軍輸送は、定時運行を最優先するものであり、列車の運行には細心の注意が払われた。
ルートの概略については航空写真、地図等で判明していたものの、駅構内の配線図や正確な平面図については発見されていなかった。しかし近年になり、鉄道同人誌内において練馬倉庫内の配線図や『グラントハイツ専用側線 1/10000』と記された当時の平面図が掲載された。列車が走っている映像を確認することは難しいが、蒸気機関車が北町（現在の錦2丁目）付近を走り、子供が耳を塞いでいる写真を練馬区が所蔵している。

## 接続路線
- 上板橋駅：東武東上本線